# Ugo Schiff
Hugo Joseph Schiff, italianitzat Ugo Schiff, nascut a Frankfurt am Main, Alemanya, el 26 d'abril de 1834 i traspassat a Florència, Itàlia, el 8 de setembre de 1915, fou un químic alemany nacionalitzat italià conegut en química orgànica per les bases anomenades bases de Schiff i en particular pel test o reacció de Schiff utilitzada per a detectar aldehids.

## Biografia
Ugo Schiff era germà del fisiòleg Moritz Schiff. Fou alumne del químic alemany Friedrich Wöhler a la Universitat de Göttingen on es doctorà el 1857. El mateix any abandonà Alemanya per motius polítics (era seguidor de Karl Marx i de Friedrich Engels) i anà a treballar a la Universitat de Berna, a Suïssa. El 1863 passà a Itàlia, primer a Pisa i després a Florència, al Museu d'Història Natural. El 1870 cofundà la Gazzetta Chimica Italiana amb Stanislao Cannizzaro i Emanuele Paternò. El 1877 aconsegueix la plaça de professor de química general a la Universitat de Torí però retorna a Florència el 1879 com a professor de química general. En aquesta universitat fundà l'Institut de química.

## Obra
Schiff descobrí les anomenades bases de Schiff i d'altres imines. Realitzà importants estudis sobre els aldehids un dels quals és el test de Schiff. També treballà en el camp dels aminoàcids i en l'estudi del reactiu de Biuret.

## Obres
- Ugo Schiff. Introduzione allo studio della chimica secondo le lezioni fatte nel Museo di Scienze Naturali in Firenze. Torino, E. Loescher, 1876
- Ugo Schiff. Cenni di chimica mineralogica. Palermo, Stabilimento Tipografico di Francesco Lao, 1866
- Ugo Schiff. Ricerche intorno ai composti del biureto. Firenze, Tip. Dei Minori Corrigendi, 1896
- Ugo Schiff. Quindici anni di vita universitaria dello Istituto di studi superiori in Firenze : ricordi storici e didattici. Bologna, Tip. Gamberini e Parmeggiani, 1890
- Ugo Schiff. Empirismo e metodo nella applicazione della chimica alle scienze naturali e biologiche : prolusione alle lezioni dell'anno 1876-77. Torino, Casanova, 1877
- Ugo Schiff. Separazione delle funzioni basica ed acida nelle soluzioni degli aminoacidi per mezzo della formaldeide. Palermo, tip. "Lo Statuto", 1902